# Big Wave
Big Wave (с англ. — «Большая волна») — саундтрек и девятый студийный альбом японского музыканта Тацуро Ямаситы, выпущенный 20 июня 1984 года.

## Об альбоме
На пластинке представлена музыка к одноимённому документальному фильму режиссёра Уолтера Макконелли, выпущенного 25 мая 1984 года. Лента показывает сёрферов на больших волнах, запечатлённых на северном побережье островов Оаху и Мауи, таких как Марк Ричардс, Майкл Хоу, Томми Кэрролл, Сэм Джордж, Уэйн Бартоломью, Питер Тауненд, Чейн Хоран, Уилли Моррис, Мартин Поттер и другие. Кроме того, фильм демонстрирует другие летние виды спорта, например, виндсёрфинг с участием Ричарда Уайта и Мэтта Швайцера, катание на водных лыжах и катание на роликах. На DVD фильм был выпущен компанией Pony Canyon 27 мая 2005 года.
Первая половина пластинки содержит оригинальные песни на английском языке, в то время как почти всю вторую половину занимают кавер-версии песен The Beach Boys.

## Список композиций
Автор слов ко всем песням, кроме отмеченных, — Алан О’Дэй.
| №  | Название                  | Длительность |
| -- | ------------------------- | ------------ |
| 1. | «The Theme from Big Wave» | 3:39         |
| 2. | «Jody»                    | 3:51         |
| 3. | «Only with You»           | 3:43         |
| 4. | «Magic Ways»              | 4:48         |
| 5. | «Your Eyes»               | 3:14         |
| 6. | «I Love You... Part II»   | 2:07         |

| №  | Название                  | Текст песни            | Длительность |
| -- | ------------------------- | ---------------------- | ------------ |
| 1. | «Girls on the Beach»      | Брайан Уилсон          | 2:45         |
| 2. | «Please Let Me Wonder»    | Уилсон, Майк Лав       | 3:10         |
| 3. | «Darlin’»                 | Уилсон, Лав            | 3:29         |
| 4. | «Guess I’m Dumb»          | Уилсон, Расс Тительман | 3:14         |
| 5. | «This Could Be the Night» | Гарри Нилсон           | 4:03         |
| 6. | «I Love You... Part I»    | Тацуро Ямасита         | 2:04         |

| №  | Название                                           | Длительность |
| -- | -------------------------------------------------- | ------------ |
| 1. | «Breakdance»                                       |              |
| 2. | «I Love You» (версия а капелла)                    | 2:00         |
| 3. | «Only With You» (гитарная инструментальная версия) |              |
| 4. | «This Could Be The Night» (альтернативная версия)  |              |
| 5. | «Please Let Me Wonder» (караоке-версия)            |              |
| 6. | «Only With You» (караоке-версия)                   |              |
| 7. | «I Love You» (версия а капелла)                    | 0:30         |

## Чарты
| Чарт Oricon           | Высшая позиция | Продажи |
| --------------------- | -------------- | ------- |
| Недельный чарт (1984) | 2              | 454 000 |
| Недельный чарт (2014) | 3              |         |